# Республика кошек

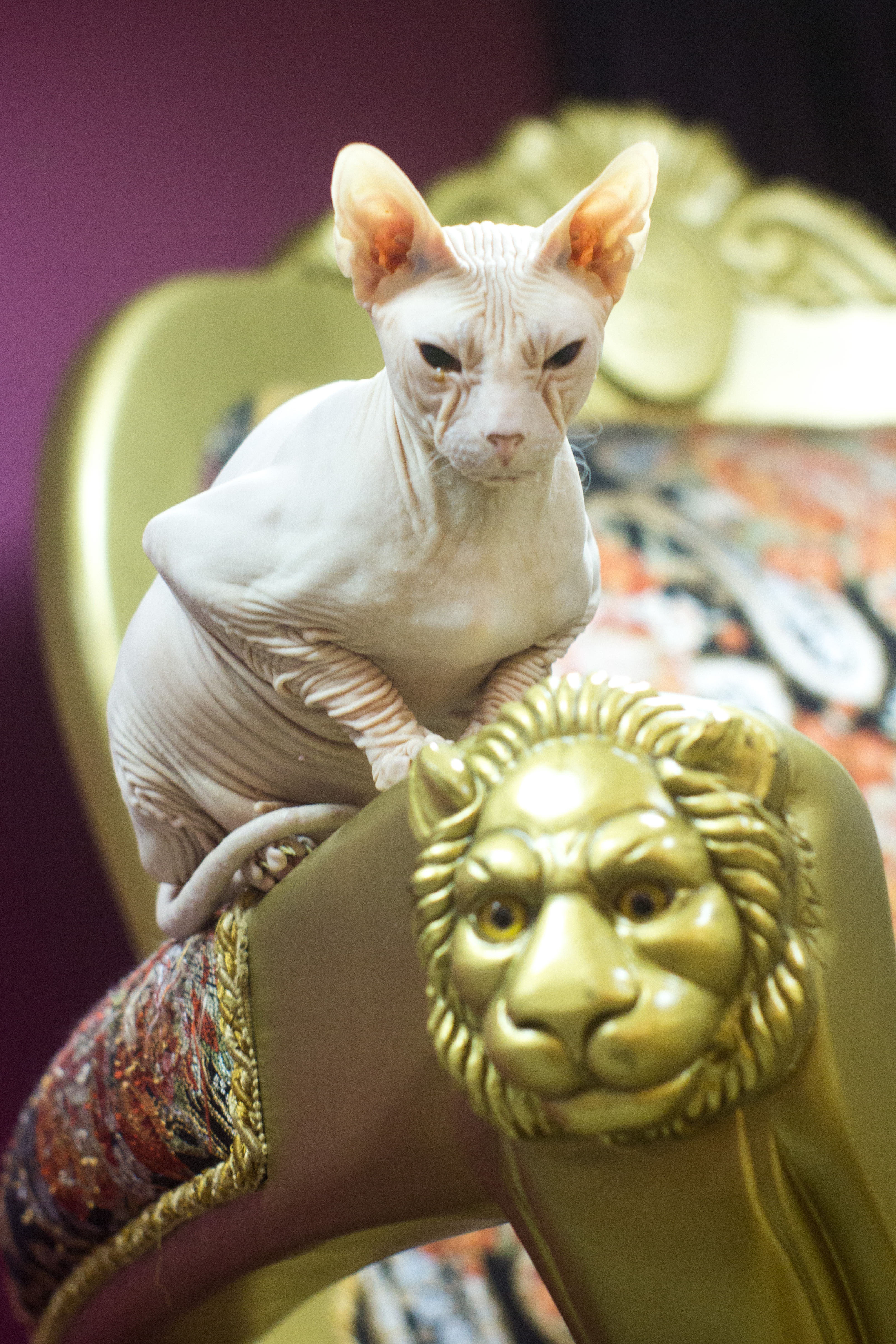
Кошка, обитавшая в Республике кошек в 2013 году

Республика кошек — котокафе, музей, выставочное пространство, библиотека и магазин, располагающаяся по адресу Улицы Якубовича № 10. Здесь постоянно проживает около двух десятков кошек, с которыми могут общаться посетители. Республика кошек является филиалом музея кошек, располагающегося во Всеволожске, Ленинградской области. Республика кошек стала первым подобным заведением в Европе.
Котокафе является по совместительству благотворительной организацией, которая стремиться найти хозяев для своих кошек. «Республика» в том числе принимает эрмитажных котов. 

## Описание
Арт-кафе поделено на три основных помещений — собственно кофейню, комнату с кошками и музейный зал. В крупном зале кофейни подаются фирменные десерты, чьи названия представляют собой каламбуры с кошачьими названиями, вроде КОТучино или АмериКАТО. В помещение с музейной экспозицией также ведётся продажа сувениров. В комнате для свиданий с кошками, живут собственно кошки. Ориентировочно 15 посетителей встречаются с 25 кошками. При кошках присутствует котосмотритель, объясняющий посетителям, как обращаться с кошками. Вход в кошачью комнату оформлен в виде дверцы шкафа. Встреча с кошками совмещается с чаепитием с конфетами и баранками. 
Республику кошек в основном посещают молодые люди. Оплатив вход, гость получает «визу», в случае грубого отношения к кошкам, хозяева ресторана могут за посетителя «нон-грантом». Посетители могут также почитать литературу, посвящённую кошкам, поиграть в настольные игры, посмотреть фильмы, купить сувениры или проконсультироваться с зоопсихологом. В арт-кафе периодически проходят лекции, мастер-колассы, выставки и концерты. Здесь также проводятся встречи с зоологами, ветеринарами, выставки художников. 
Основная миссия у «Республики кошек» — найти кошками новых хозяев. Каждый месяц котокафе принимает кошек из приюта. Это могут быть как бездомные кошки, так и отказники, за которыми, ухаживают и кастрируют. Отказные кошки часто принадлежат к дорогим породам. Посетители кафе могут бесплатно забрать кошку себе. Арт-кафе также принимает эрмитажных котов, которые считаются самыми ценными у потенциальных хозяев кошек. При приобретении такого кота, сотрудники кафе выдают особый сертификат. Сотрудники «Республики» также посещают с кошками детские больницы для проведения сеансов «кототерапии».   

## История

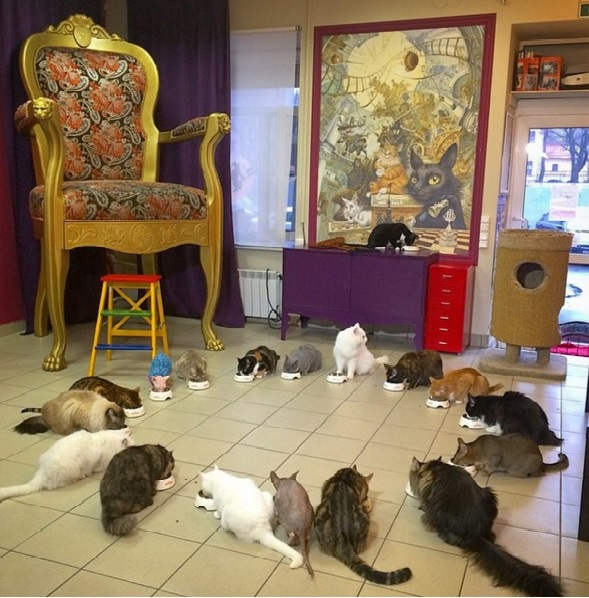
Кормление в «Республике кошек», 2016 год

Арт-кафе было открыто Анной Кондратьевой, зоозащитницей, в прошлом открывшей несколько ветеринарных клиник и зоосалонов. Анна в том числе опекала эрмитажных котов, которые натолкнули её на мысль об открытии музея кошек, в помещении ветеринарной клиники во Всеволожске в 2008 году. Свои картины или предметы в музей передали известные петербургские художники, в том числе Владимир Румянцев и Юрий Кулачёв. Кондратьева для пополнения коллекции музея ходила по блошиным рынкам, собрав более 8 тысяч экспонатов. Вначале вход в музей был бесплатным, но после инцидентов, Анна решила ввести билеты, в итоге музей каждый день посещали 20 — 40 человек, расходы на содержание музея покрывали доходы. Вместе с ростом экспозиции Анна решила открыть филиал музея в центре Петербурга в формате котокафе, узнав о популярности подобных заведений в Японии. Тогда её идею считали странной и заведомо провальной. 
Котокафе было открыто 8 июня 2011 года, в день праздника «Всемирного дня петербургских кошек и котов». Формат употребления пищи в присутствии кошек оказался неудачным, так как этого не допускали санитарные правила. Кошек было решено поселить в отдельной комнате. Помещение арт-кафе в первый год своего существования было в два раза меньше, не могло обслуживать достаточное количество гостей и не приносило доходов. Корм для кошек безвозмездно обеспечивал крупный производитель. Чтобы обеспечить арт-кафе постоянный и стабильный доход, помещение расширили и ввели режим тайм-кафе, требуя от посетителей платить за время, проведённое в кафе.  
«Республика кошек» окупалась в основном за счёт проведения мероприятий и праздников, дней рожденья. Анне поступали предложения о тиражировании и создании сети ресторанов, но она отказывалась, ссылаясь на то, что её проект является благотворительным. Через несколько лет по адресу Литейного проспекта № 60 был открыт второй филиал «Республика котов», совмещавшая функции кафе и приюта. При Республике кошек также была открыта «Республика котят», которая встречает посетителей бронзовой статуэткой котёнка Фунтика.  

## Влияние
«Республика кошек» стала первым котокафе, открытым в Европе и по состоянию на 2021 году — крупнейшим котокафе в этом полуконтиненте. Хотя «Республику кошек» принято считать первым котокафе в Европе, согласно легенде первое подобное заведение существовало ещё в 1912 году в Вене в течение двух лет. Его постоянным посетителем якобы был Владимир Ленин, находя утешение среди котов во время своего изгнания.    
«Республика кошек» оказала влияние на то, что в России, в основном в Москве начали открывать похожие котокафе, однако их владельцы чаще всего ориентировались на коммерческую выгоду, поэтому такие заведения быстро закрывались из-за нерентабельности или их хозяева из-за невнимательности или халатности допускали эпидемии среди кошек. Первое котокафе похожего формата в Москве было открыто в 2014 году, к 2024 году в Петербурге и Москве уже работало около 10 котокафе. Подобный бизнес из-за низкой самоокупаемости не приобрёл особого распространения. 
В 2021 году «Республика кошек» совместно с Государственным эрмитажем (см. эрмитажные коты) учредили «Союз музейных котов», ставящий перед собой цель пристроить кошек в учреждения культуры на законном основании. В 2022 году «Республика» объявила об открытии первой в мире «кошачьей почты», которую осуществляет кот-почтальон Мэтт до ближайшего отделения Почты России.